# Baţrīān
Baţrīān (persiska: بطریان) är en ort i Iran.   Den ligger i provinsen Västazarbaijan, i den nordvästra delen av landet, 600 km väster om huvudstaden Teheran. Baţrīān ligger 1 469 meter över havet och antalet invånare är 112.
Terrängen runt Baţrīān är varierad.Runt Baţrīān är det ganska tätbefolkat, med 86 invånare per kvadratkilometer. Närmaste större samhälle är Oshnavīyeh, 6,3 km norr om Baţrīān. Trakten runt Baţrīān består till största delen av jordbruksmark.